# Holzbach (Belgenbach)
Der Holzbach ist ein 2,1 km langer, orografisch linker Nebenzufluss des Belgenbachs in Nordrhein-Westfalen, Deutschland.

## Geographie
Der Bach entspringt etwa 400 m nördlich von Eicherscheid auf einer Höhe von 553 m ü. NN. Er fließt vorrangig in südwestliche Richtungen und mündet ohne eine Ortschaft zu durchfließen etwa 800 m südwestlich von Eicherscheid auf 439 m ü. NN linksseitig in den Belgenbach. Der Holzbach überwindet auf seinem 2,1 km langen Weg einen Höhenunterschied von 114 m, was einem mittleren Sohlgefälle von 54,3 ‰ entspricht. Er entwässert sein Einzugsgebiet über Rur und Maas zur Nordsee.